# Cyrtopogon kovalevi
Cyrtopogon kovalevi är en tvåvingeart som beskrevs av Pavel Lehr 1998. Cyrtopogon kovalevi ingår i släktet Cyrtopogon och familjen rovflugor. Inga underarter finns listade i Catalogue of Life.